# Cantonul Clermont-en-Argonne
Cantonul Clermont-en-Argonne este un canton din arondismentul Verdun, departamentul Meuse, regiunea Lorena, Franța.

## Comune
- Aubréville
- Avocourt
- Bantheville
- Baulny
- Béthelainville
- Béthincourt
- Brabant-en-Argonne
- Brabant-sur-Meuse
- Brocourt-en-Argonne
- Boureuilles
- Charpentry
- Chattancourt
- Cheppy
- Cierges-sous-Montfaucon
- Le Claon
- Clermont-en-Argonne
- Consenvoye
- Cuisy
- Cunel
- Dannevoux
- Dombasle-en-Argonne
- Épinonville
- Esnes-en-Argonne
- Forges-sur-Meuse
- Froidos
- Fromeréville-les-Vallons
- Futeau
- Gercourt-et-Drillancourt
- Gesnes-en-Argonne
- Les Islettes
- Jouy-en-Argonne
- Lachalade
- Malancourt
- Marre
- Montblainville
- Montfaucon-d'Argonne
- Montzéville
- Nantillois
- Le Neufour
- Neuvilly-en-Argonne
- Rarécourt
- Récicourt
- Regnéville-sur-Meuse
- Romagne-sous-Montfaucon
- Septsarges
- Sivry-sur-Meuse
- Varennes-en-Argonne
- Vauquois
- Véry
- Vilosnes-Haraumont